# Eger
Eger (in tedesco Erlau, in slovacco Jáger, in latino e in italiano Agria) è una città del nord dell'Ungheria, capoluogo della contea di Heves.

## Geografia fisica
La città sorge nella valle del fiume Eger (affluente di destra del Tibisco), tra i Monti Mátra a ovest, ed il massiccio del Bükk a est.

## Storia
Il nome ha etimologia incerta. Nel X secolo era abitata da gruppi di tedeschi, slavi e avari. Qui il re Stefano il Santo fondò un vescovado (con sede sull'attuale collina del castello). Il grande periodo di fioritura fu però il XIV-XVI secolo, periodo in cui la regione di Eger inizia anche ad essere famosa per la produzione vinicola.

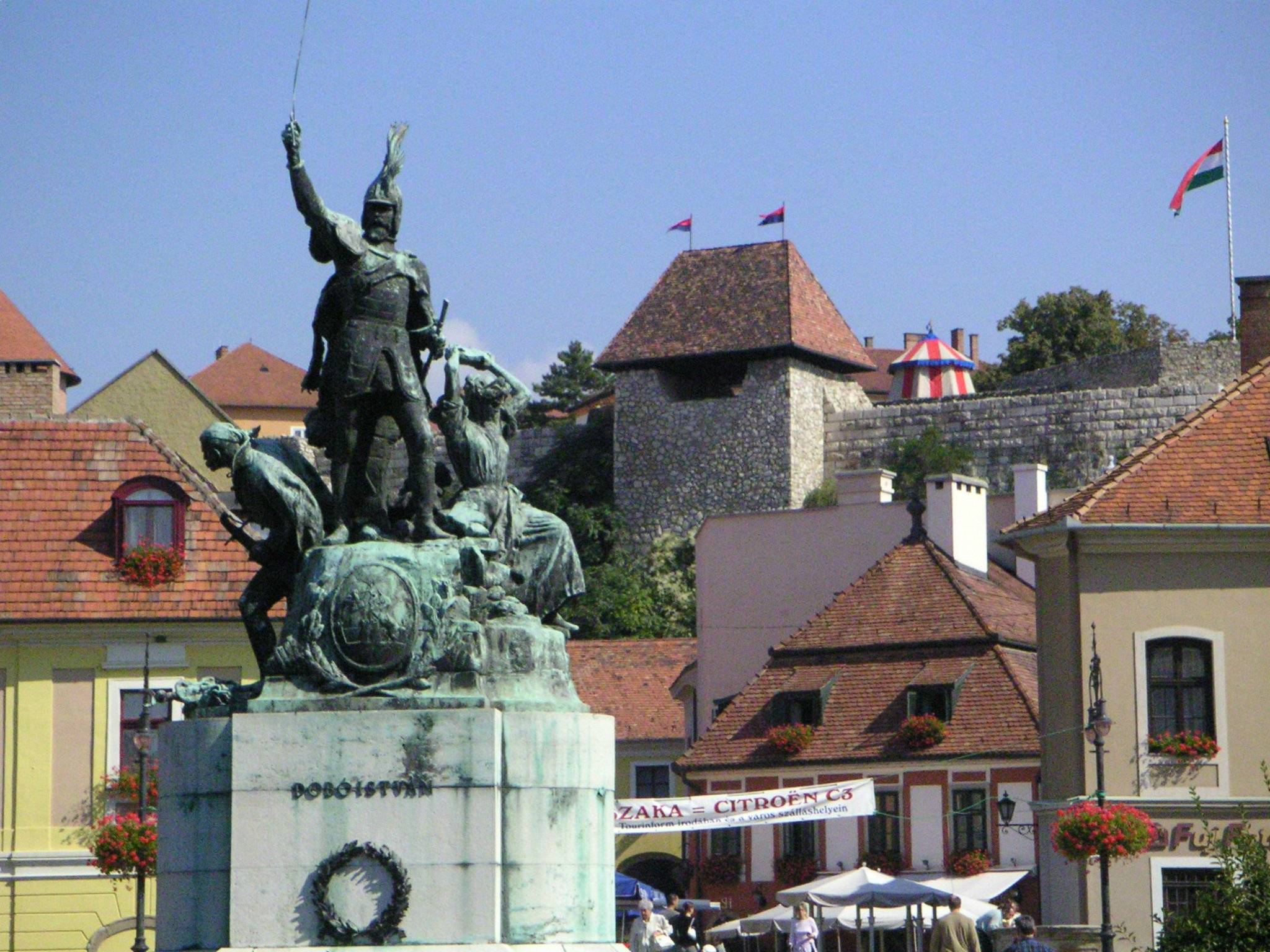
Piazza Dobó e castello

Ai tempi di Mattia Corvino, Eger fu sede di una vera e propria corte umanistica internazionale, ad opera di arcivescovi come Ippolito d'Este, al cui servizio era anche Ludovico Ariosto che tuttavia si rifiutò di seguire il suo signore in Ungheria.
Nel 1552 la città riuscì a resistere ad un assedio dei Turchi, che riuscirono però a prendere la città nel 1596.
La storia dell'assedio del 1552 è narrata in un romanzo molto conosciuto e letto ancora oggi nelle scuole ungheresi: Le stelle di Eger, di Géza Gárdonyi. La dominazione ottomana e le guerre crociate ridussero notevolmente la ricchezza della città, che fu poi ricostruita a partire dal XVIII secolo, soprattutto ad opera degli arcivescovi (soprattutto ad opera di Károly Eszterházy, a cui si deve la riorganizzazione urbanistica e la costruzione del Lyceum, imponente edificio che il prelato sperava di adibire a sede di università dell'est dell'Ungheria).
Nuove distruzioni furono causate durante gli ultimi anni della Seconda guerra mondiale, quando la città fu più volte bombardata.

## Economia

### Turismo
Eger è conosciuta principalmente per il suo castello, ricordo della lotta contro i turchi, i bagni termali, e le numerose costruzioni storiche fra cui il minareto turco più a nord d'Europa esistente.
Eger è un importante mercato agricolo con industrie del tabacco ed enologiche. È famosa la produzione di vini rossi: Egri Bikavér (Sangue di Toro) e Egri Leányka (Ragazza di Eger).

## Amministrazione

### Gemellaggi
- Arezzo
- Pamukkale
- Sarzana

## Sport

### Calcio
La squadra principale della città è l'Egri.
Nel 2011 Eger ospitò il Campionato del mondo di Sudoku.

## Società

### Religione
Eger è sede di un'arcidiocesi cattolica, in latino Agria. Sede dell'arcidiocesi è la cattedrale di San Giovanni Apostolo ed Evangelista.

### Esplicative
1. ↑  nome utilizzato soprattutto in passato e in ambito ecclesiastico